# Ihsan Barakat
Pour l’article homonyme, voir Barakat.
Ihsan Zohdi Barakat (née en 1964) est une avocate jordanienne, première femme procureure général du pays avant d'être nommée à la Cour suprême en 2017.

## Enfance et éducation
Fille d'une enseignante, Ihsan Barakat est diplômée de l'université de Jordanie en 1986.

## Carrière
Elle monte son propre cabinet d'avocat en 1988, attirant de nombreux clients, dont la Banque centrale de Jordanie. Elle est nommée juge en 2002 au tribunal de première instance à Amman et est transférée à la cour d'appel en 2004. Elle est également à la tête de la Direction des relations internationales du ministère de la Justice pendant neuf mois en 2004-2005,.
En mai 2007, elle est nommée au poste de cheffe de la cour du tribunal de première instance à l'Ouest d'Amman, devenant la première femme à occuper un tel poste,. Ihsan Barakat est membre fondatrice et présidente du Réseau juridique des femmes arabes créé en 2005 avec le soutien de la reine Rania. Très impliquée dans la lutte pour les droits des femmes, elle est membre du conseil exécutif de la Commission nationale jordanienne pour les femmes, une organisation régionale non gouvernementale, et du Conseil supérieur du Forum national pour les femmes jordaniennes. Elle est aussi inspectrice à la Direction des inspections judiciaires du royaume.
En décembre 2010, Ihsan Barakat devient la première femme nommée procureure générale, supervisant soixante procureurs de district, dont une seule autre femme,, et représentant le gouvernement devant la cour d'appel. À l'époque, elle déclare : « Ma position est une mise à l'épreuve des capacités féminines... Certains de mes camarades ont été irrités par ma nomination ».
Ihsan Barakat est nommée à la Cour suprême en septembre 2017, faisant d'elle la première femme à atteindre la position la plus élevée dans la magistrature du pays. En janvier 2018, elle est également nommée juge à la Cour de Cassation, l'autorité judiciaire de tous les tribunaux jordaniens. Dans le même temps, le Premier ministre Hani Moulki émet une circulaire à tous les ministères et institutions afin d'assurer l'égalité des sexes dans les postes vacants.

## Vie personnelle
Ihsan Barakat a deux filles, et l'une d'elles étudie le droit à Londres.